# 常装束
常装束（つねしょうぞく）は、舞楽で最も普通に使われる衣装一式。正式には襲装束（かさねしょうぞく）と言う。

## 概要
大口（おおくち）
赤い大口袴。表袴（うえのはかま）の下に履くもの。
指貫（さしぬき）
平絹や綾などで布八枚分の幅に仕立てた袴。裾を絞って着用する。括り緒の袴
単（ひとえ）
紅の裏のない下着。舞楽用の装束では下襲と一体化している。
下襲（したがさね）
半臂（はんぴ）の下に着る裾（きょ/後ろに引く尾のような部分）の長い衣装。
半臂（はんぴ）
袖の無い胴着だが舞楽では豪華に刺繍されており、狭い袖がつく。「忘れ緒」という飾り紐を腰に下げる。
袍（ほう）
盤領（ばんりょう/円襟）の上着。
鳥兜（とりかぶと）
頭に被る装飾品。
踏懸（ふがけ）
錦で作る脚絆状の脛当て。
絲鞋（しがい）
絹糸で作った靴。

別装束が用意される曲目もある。
裲襠装束
金襴縁と毛縁のものがある。走り舞など動きの大きい舞の衣装。裲襠という貫頭衣をつけて、袖を手首で括る。
蛮絵装束
随人という下級武官の衣装の褐衣（かちえ/胸に蛮絵を墨で描いた動きやすい装束）に準じる。巻纓冠（けんえいかん/纓と言う後ろの飾りを巻き上げた冠）をかぶる。